# Wayman Britt
Wayman P. Britt (Wilson's Mills, 31 agosto 1952) è un ex cestista statunitense, professionista nella NBA.

## Carriera
Venne scelto al Draft NBA 1976 dai Los Angeles Lakers al quarto giro (60ª scelta assoluta), ma venne tagliato prima dell'avvio della stagione.
L'estate seguente venne messo sotto contratto dai Detroit Pistons, con cui giocò 7 partite nel 1977-78, segnando 1,3 punti in 2,3 minuti di media. Venne tagliato il 14 novembre 1977.